# یستردی (بازی ویدیویی)
یستردی (به انگلیسی: Yesterday) (به فارسی: دیروز) یک بازی گرافیکی ماجراجویی منتشرشده در سال ۲۰۱۲ است که توسعه آن برعهدهٔ شرکت اسپانیایی پندولو استودیوز و انتشار برعهدهٔ فوکوس هوم اینتراکتیو بوده است. این بازی، داستان جان یستردی، مردی که برای تحقیق در مورد قتل افراد بی‌خانمان در شهر نیویورک استخدام شده را دنبال می‌کند.
مطابق نتایج متاکریتیک، بازی یستردی نمرات «متوسط و معمولی» دریافت کرد و عملکردی ناامیدکننده داشت. پورت iOS هم از نظر فروش و هم از دید منتقدان عملکرد بهتری داشت، با این وجود، فروش ضعیف بازی یستردی، سرآغاز روند نزولی پندولو بود. پس از این پروژه، این شرکت برای یافتن بودجه برای پروژه‌های جدید، با چالش‌هایی روبرو بود. پندولو در اواخر سال ۲۰۱۴ مطابق قراردادی با شرکت مایکرویدس برای توسعه بازی یستردی: ریشه‌ها (۲۰۱۶)، که پیش‌درآمد و دنباله بازی اول بود، احیا شد.

## گیم پلی
یستردی یک بازی، در سبک ماجراجویی گرافیکی است که با سبک اشاره و کلیک کنترل می‌شود.

## طرح
یستردی در شهر نیویورک آغاز می‌شود، جایی که یک قاتل زنجیره ای افراد بی‌خانمان را تا با سوزاندن به قتل می‌رساند. هنری وایت دانشجوی ثروتمند و دوستش ساموئل کوپر از طرف خیریه کودکان دون کیشوت، برای تحقیق راجع به این موضوع داوطلب می‌شوند، کار این خیریه، کمک به بی‌خانمان‌های شهر است. این زوج به سمت ایستگاه مترو متروکه می‌روند. هنری وارد می‌شود در حالی که کوپر درون ون منتظر می‌ماند. در داخل ایستگاه، هنری توسط مردی بی خانمان به نام بوریس اسیر می‌شود که به دلیل آسیب‌های گذشته دیوانه شده است. بوریس از دستور یکی دیگر از ساکنان مترو به نام چوک پیروی می‌کند، رهبر فرقه‌ای که خود را حاکم منطقه می‌داند. چوک و بوریس تنها اعضای فرقه هستند. بقیه اعضای فرقه را مانکن‌ها تشکیل می‌دهند. چوک از هنری می‌خواهد که یک سری مسئله شطرنج را به عنوان مجازاتی برای ورود بی‌اجازه‌اش حل کند، اما پس از آن حاضر به آزاد کردن او نشد و او را به مرگ در گودال موش محکوم کرد. هنری مخفیانه با کوپر تماس می‌گیرد، و او مخفیانه وارد ایستگاه می‌شود، اسلحه‌ای پیدا می‌کند و در حالی که گذشته‌نماهای دوران کودکی‌اش را تجربه می‌کند. چوک را می‌کشد، بوریس را تحت‌سلطه خود درمی‌آورد و هنری را نجات می‌دهد. آن‌ها متوجه می‌شوند که مراسم چوک یک نیرنگ بوده و هنری هرگز در خطر نبوده است. این موضوع هنری را اکنون مسئول یک قتل است خشمگین می‌کند. چوک و بوریس را پشت ون می‌اندازند. حین حرکت ون، چوک به‌طور معجزه‌آسایی زنده می‌شود و می‌ایستد، در حالی که بوریس به او نگاه می‌کند و می‌خندد.
پس از یک پرش زمانی، هنری شرکت پدرش، وایت اینترپرایز را به ارث برده است. او با مردی به نام جان یستردی ملاقات می‌کند، بیماری دچار به فراموشی که هنری ادعا می‌کند از دوستان قدیمی اوست.

## توسعه
پندولو استودیوز ایدهٔ بازی یستردی را، در سال ۲۰۰۹ و حین ساخت بازی فراری: پیچش سرنوشت توسعه داد. عنوان اولیه آن نوآر فراری بود. به دلیل تلاطم اقتصادی اسپانیا در آن سال‌ها، یستردی تحت محدودیت بودجه توسعه یافت. بعدها، فیلیپه گومز پینیلا در یادداشتی اعلام کرد «یستردی، با یک چهارم بودجهٔ فراری: پیچش سرنوشت ساخته شد.» خوزه مونکان، بازی را با الهام از Planescape: Torment شکل داد، اما آن را جای سبک نقش‌آفرینی، بازی در سبک ماجراجویی ساخت. در پاسخ به تقاضاهای بازار و با درنظر گرفتن سیاسیت عملکرد سالانه شرکت، پندولو عمداً این بازی را آسان‌تر از عنوان‌های گذشته‌اش ساخت،

### انتشار
یستردی تحت عنوان‌های متفاوتی در سراسر جهان منتشر شد. به گفته خوزه مونکان، این تغییر عنوان برای بازاریابی بازی برای هر منطقه و در تلاش برای افزایش فروش انجام شده. او خاطرنشان کرد که عنوان نسخه اسپانیایی؛ جرائم نیویورکی توسط اف‌کاس اینترکتیو و برای «تأکید بر زاویه هیجان‌انگیز و زیبایی‌شناسی کمیک» انتخاب شده. عنوان آلمانی، پروندهٔ جان یستردی، برای استفاده از محبوبیت بازی‌های تحقیقی در آن بازار طراحی شده بود، در حالی که عنوان روسی یستردی: رد شیطان سعی داشت علاقه روسیه را به موضوعات شیطانی جلب کند. مونکان گفت که عنوان بازی برای بازار انگلیسی و فرانسوی، یستردی: یک بازی از پندولو استودیوز است تا بر برند این شرکت تکیه کند. این بازی برای آی‌اواس هم منتشر شد، این اولین ورود پندولو در این پلتفرم بود. رافائل لاتیگی گفت که پندولو «از صفر شروع کرد و با سر به آب‌های ناشناخته شیرجه زد.»

## بازخوردها
بر اساس اعلام وب‌سایت تجمیع نقد متاکریتیک، با توجه به نقدها، این بازی نمره «معمولی یا متوسط» را دریافت کرد.
آلسدیر دانکن منتقد دستراکتید در بررسی خود نوشت: "تلاشی چشمگیر که چند مشکل قابل‌توجه مانع پیشرفتش شدند. همه را شگفت زده نمی‌کند، اما ارزش وقت و پول نقد شما را دارد.» کریس واترز از گیم‌اسپات نوشت: "روایت ناپایدار یستردی به طرز ناامیدکننده‌ای کوتاه است، اگرچه معماهای پیچیده و مناظر خوب، آن را به یک تجربه دلپذیر تبدیل می‌کنند." ریچارد کوبت از گیم‌اسپای نوشت: «حتی با کلیشه‌هایش، یستردی احتمالاً روی کاغذ خوب به نظر می‌رسید. این یک تریلر به سبک کمیک دربارهٔ یک فراموشی مرموز است که جذابیت گرافیکی بازی‌های Runaway را می‌گیرد و آنها را در خدمت داستانی بسیار تاریک‌تر پر از رمز و راز، قتل، شکنجه و توطئه‌های باستانی قرار می‌دهد. در دنیایی دیگر، ممکن است این ایده عالی باشد اما متأسفانه، در این یکی، راز تاریک واقعی هیچ ربطی به قهرمان ما جان یستردی ندارد. این است که بازی او واقعاً احمقانه است."

### پورت iOS
بنا به گفته متاکریتیک، پورت iOS «بررسی‌های کلی مطلوب» دریافت کرد. هابی‌کنسلاس گزارش داد که 'نسخه iOS دیروز تا سال ۲۰۱۷، جزو بالاترین امتیازهای متاکریتیک بازی‌های اسپانیایی بود.

### فروش
به گفته خوزه مونکان، انتشار دیروز یک ناامیدی تجاری بود. او شکست بازی را به ترکیب گیم‌پلی معمولی با «داستان‌سرایی سخت»، حمایت محدود ناشر و عدم تعامل پندولو با بازیکنان و مطبوعات نسبت داد. با این حال، پورت iOS بازی شاهد موفقیت بیشتری بود: رافائل لاتیگی خاطرنشان کرد که تا اوت ۲۰۱۲ «کپی‌های آی‌اواس بسیار بیشتری» نسبت به نسخه کامپیوتری آن فروخته بود در سال ۲۰۱۴، خوزه مونکان آن را «یک موفقیت متوسط» در پلتفرم خواند و گفت که این نسخه، از نسخه کامپیوتری درآمد بیشتر به‌دست آورده است.

## دنبالهٔ بازی
با عرضه نسخه کامپیوتری، یستردی به لیستی از شکست‌های تجاری استودیو پندولو پیوست، در کنار چیز بزرگ بعدی و پورت کنسول بازی فراری: پیچش سرنوشت. پس از یستردی، بازی فراری مخفی در سال ۲۰۱۲ نیز با شکست مواجه شد. این شکست اعتماد ناشر را به پندولو از بین برد. این تیم نتوانست پشتوانه‌ای برای بازی جدیدش پیدا کند و برای شروع، به سرمایه‌گذاری جمعی متوسل شد، اما کمپین‌شان به هدف خود نرسید. بدون هیچ راهی برای تأمین مالی یک عنوان جدید، تیم در تلاشی برای بقا، شروع به پورت این بازی به iOS کرد. مونکان این استراتژی را با استراتژی مشابهی که پیشتر توسط Revolution Software استفاده شده بود مقایسه کرد.
دنباله/پیش‌درآمدی به نام یستردی ریشه‌ها توسط استودیو پندولو ساخته شد و توسط Microïds در ۲۹ سپتامبر ۲۰۱۶ منتشر شد. در ۳۱ می ۲۰۱۸ بر روی نینتندو سوییچ منتشر شد این بازی هم بر وقایعی که قرن‌ها پیش و زمانی که جان یک جاودانه شد و هم بر روی خط زمانی کنونی پس از بازی اول تمرکز دارد.